# 中里あき子
中里 あき子（なかざと あきこ、1965年5月21日 - ）は、日本の女性歌手、作曲家。青森県出身。
1987年に「ウィル・ユー・リメンバー? 〜接吻はアスピリンの香り〜」で歌手デビュー。代表作は前掲曲のほか、「Ph.マーロゥの次に素敵な君へ」がある。

## 来歴・人物
1965年、青森県八戸市に生まれる。3人きょうだいの第二子（兄、妹がいる）。1981年、弘前実業高等学校進学。
1984年、高校卒業と共に上京。後に所属する事務所の社長に出会ったことで芸能界デビューのきっかけを得る。
1987年6月、シングル「ウィル・ユー・リメンバー? 〜接吻はアスピリンの香り〜」で女性シンガーとしてデビュー。同曲は、フジテレビのテレビドラマ『男が泣かない夜はない』の主題歌として使われ、同ドラマに中里は俳優としても出演している。
1988年、GOROなどのグラビア雑誌に登場。同年、写真集も発表している。
1990年、作曲家として活動を開始する。1996年、歌手としての再起活動を行なう。
1998年、"佐藤美記子"名義でテレビアニメ『ももいろシスターズ』（TBSテレビ『ワンダフル』内で放送）のオープニングテーマ「margaret」を歌う。
2000年、"Little Voice"名義でテレビアニメ『真・女神転生 Dチルドレン ライト&ダーク』のエンディングテーマ「ハッピーライフ」を歌う。
2002年、"芦原みき"名義でテレビアニメ『アクエリアンエイジ Sign for Evolution』のエンディングテーマ「PRISM」の作詞・歌唱、"Little Voice"名義で同曲の作曲を担当する。
2010年現在、"micco"名義で、濱田金吾や東山紀之らのステージに参加している。

## ディスコグラフィー
発売元について、特に記述の無いものは日本コロムビアより発売。その後のコード表記については、AH及びAFから始まるものはアナログレコードとして、CAを含むものはCDとして、それぞれ記述された発売日に発売された事を示す。

### シングル
1. ウィル・ユー・リメンバー? 〜接吻はアスピリンの香り〜（1987年6月10日発売 AH-840）
作詞・作曲：C.McDaniels,L.McD,P.Loy
日本語詞：高柳恋　編曲：船山基紀
フジテレビ「男が泣かない夜はない」主題歌。
エイス・ワンダーのカバー。
（B面）SEXY MUSIC
Winkもカバーしたノーランズの曲。
日本語詞、編曲はWinkとは異なる。
2. Ph.マーロゥの次に素敵な君へ（1987年10月21日発売 AH-869）
作詞：高柳恋　作曲：林哲司　編曲：小林信吾
（B面）TOO SAD 〜20万分の1の都会〜
作詞・作曲：Judith Walmsley, David Walmsley
日本語詞：高柳恋　編曲：小林信吾
3. 天使がくれた冗談（ジョーク）（1988年4月1日発売 10CA-8018）
作詞：高柳恋　作曲：木戸やすひろ　編曲：小林信吾
（c/w）黄昏はグレナデンの色
作詞：高柳恋　作曲：崎谷健次郎　編曲：小林信吾
4. 蒼いモナリザ（1988年10月1日発売 10CA-8083）
作詞：石川あゆ子　作曲：MILK(Ritsuko)　編曲：古川貴司
（c/w）BREEZY MIND
作詞：上杉伸之助　作曲：濱田金吾　編曲：古川貴司
5. 背中に書いたルーム・ナンバー（1989年3月21日発売 10CA-8166）
作詞・作曲：ストック・エイトキン・ウォーターマン
日本語詞：石川あゆ子　編曲：古川貴司
（c/w）ONE MORE SMILE
作詞：石川あゆ子　作曲：濱田金吾　編曲：古川貴司
6. 立ちつくす前に（1989年10月1日発売 CA-8273）
作詞：許瑛子　作曲：石川Kanji　編曲：山川恵津子
（c/w）夜想曲
作詞：吉澤久美子　作曲：濱田金吾　編曲：山川恵津子
7. 夜想曲（1990年3月1日発売 CA-8404）
作詞：吉澤久美子　作曲：濱田金吾　編曲：山川恵津子
c/w DO YOU WANNA DANCE?
作詞：許瑛子　作曲：葛口雅行　編曲：杉山卓夫

#### 佐藤美記子名義
1. ACCESSORY（1998年6月24日発売 TKDA-71400）
作詞：上杉洋史　作曲：上杉洋史・城田憲吾
編曲：THE CROSS BROTHERS
TBS『マガ不思議』オープニングテーマ曲
（c/w）Light of Love
2. MARGARET（1998年9月2日発売 TKDA-71447）
作詞：上村洋史　作曲：上杉洋史・城田憲吾
編曲：THE CROSS BROTHERS
ワンダフルアニメ『ももいろシスターズ』（TBS）オープニングテーマ曲
（c/w）雨が降っても 風が吹いても

### アルバム
- 流通量は少ない。アルバムの歌詞カードには、写真や解説が一切掲載されないシンプルなもの。2009年7月、全アルバムが日本コロムビアからオンデマンドCDとして再発されている。

1. 1/200,000 の都会 （1987年11月1日発売 AF-7467 / 33CA-1925）
プロデュース・全編曲（特記以外）：小林信吾
全作詞：高柳恋（特記以外）
  - Ph.マーロゥの次に素敵な君へ
    - 作曲：林哲司　

  - 6ｇの忘れ物
    - 作曲：羽場仁志

  - 黄昏はグレナデンの色
    - 作曲：崎谷健次郎

  - レイニー・トライアングル
    - 作曲：木戸やすひろ

  - BOTH
    - 作曲：小林信吾

  - A・LO・HAの背中
    - 作曲：中崎英也

  - LONESOME CLUB
    - 作曲：林哲司

  - TOO SAD 〜20万分の1の都会〜
    - 作詞・作曲：Judith Walmsley, David Walmsley
    - 日本語詞：高柳恋

  - 天使がくれた冗談
    - 作曲：木戸やすひろ

  - ウィル・ユー・リメンバー?〜接吻はアスピリンの香り〜
    - 作詞・作曲：C. McDaniels, L. McDaniels, P. Roy
    - 日本語詞：高柳恋　
    - 編曲：船山基紀
2. Mr（メル）（1988年10月1日発売 32CA-2669）
本作以降のプロデュース：濱田金吾
全編曲：古川貴司
  - I KNOW THE TRUTH
    - 作詞：上杉伸之助　作曲：濱田金吾

  - SEPTEMBER HEART
    - 作詞：上杉伸之助　作曲：濱田金吾

  - BREAK DOWN!
    - 作詞・作曲：小坂明子

  - 蒼いモナリザ
    - 作詞：石川あゆ子　作曲：MILK(RITSUKO)

  - 寄り添う時
    - 作詞・作曲：小坂明子

  - BOY
    - 作詞・作曲：小坂明子

  - DON'T LET ME ALONE
    - 作詞：上杉伸之助　作曲：濱田金吾

  - エキストラ J
    - 作詞：石川あゆ子　作曲：MILK(RIE)

  - BREEZY MIND
    - 作詞：上杉伸之助　作曲：濱田金吾

  - 恋人達のテーブル
    - 作詞：ジョーイ・カーボーン・アルバート・ハモンド
    - 日本語詞：石川あゆ子
    - 作曲：アルバート・ハモンド
3. FEMININE（1988年12月21日発売 25CA-3085）
洋楽カバーを集めたミニ・アルバム
  - 今夜はIMPREVU
  - SEXY MUSIC
  - ウィル・ユー・リメンバー?  〜接吻はアスピリンの香り〜
    - 作詞・作曲：C. McDaniels, L. McDaniels, P. Roy
    - 日本語詞：高柳恋
    - 編曲：船山基紀

  - これ以上愛せない
  - 恋人達のテーブル
    - 作詞：ジョーイ・カーボーン・アルバート・ハモンド
    - 日本語詞：石川あゆ子
    - 作曲：アルバート・ハモンド
    - 編曲：古川貴司

  - TOO SAD 〜20万分の1の都会〜
    - 作詞・作曲：Judith Walmsley, David Walmsley
    - 日本語詞：高柳恋
    - 編曲：小林信吾
4. A PART OF DAYS（1989年3月21日発売 32CA-3285）
自作詞を含むアルバム。
全編曲：古川貴司（特記以外）
  - AFTER THE PARTY
    - 作詞：上杉伸之助・中里あき子
    - 作曲：MILK(Ritsuko)

  - 本当は泣いている
    - 作詞：上杉伸之助
    - 作曲・編曲：松下一也

  - LOVE ME MORE
    - 作詞：中里あき子
    - 作曲：MILK(Ritsuko)

  - 背中に書いたルーム・ナンバー
    - 作詞：石川あゆ子
    - 作曲：MILK(Ritsuko)

  - MISPLAY
    - 作詞：上杉伸之助
    - 作曲：濱田金吾

  - ルート '89
    - 作詞：石川あゆ子
    - 作曲：安田信二

  - RAINY NIGHT
    - 作詞・作曲：MILK(Ritsuko)

  - 背中合わせの LOVE & JOB
    - 作詞：おおつかはじめ
    - 作曲：MILK(Ritsuko)

  - ONE MORE SMILE
    - 作詞：石川あゆ子
    - 作曲：濱田金吾

  - FAITH IN YOU
    - 作詞：上杉伸之助
    - 作曲：小坂明子
5. PRISONER OF LOVE （1989年10月1日発売 CD:CA3994、CT:CAR-1677）
過去3作の集大成的アルバム。
  - ELEGANT HOT
    - 作詞：上杉伸之助　作曲：葛口雅行　編曲：杉山卓夫

  - 夜想曲
    - 作詞：吉澤久美子　作曲：濱田金吾　編曲：山川恵津子

  - 立ちつくす前に
    - 作詞：許瑛子　作曲：石川Kanji　編曲：山川恵津子

  - PRECIOUS TIME
    - 作詞：上杉伸之助　作曲：濱田金吾　編曲：山川恵津子

  - REAL TIME
    - 作詞：上杉伸之助　作曲：Tsukasa　編曲：杉山卓夫

  - よく晴れた日曜の朝
    - 作詞：浅田有理　作曲：前田克樹　編曲：杉山卓夫

  - DO YOU WANNA DANCE?
    - 作詞：許瑛子　作曲：葛口雅行　編曲：杉山卓夫

  - FILL ME UP
    - 作詞：芹沢類　作曲：葛口雅行　編曲：杉山卓夫

  - MISTY ZONE
    - 作詞：芹沢類　作曲：MAYUMI　編曲：山川恵津子

  - 彼によろしく
    - 作詞：芹沢類　作曲：柿原朱美　編曲：山川恵津子

## 主な出演

### テレビドラマ
- おんな風林火山（1987年、TBS）寿々役
- 男が泣かない夜はない（1987年、フジテレビ）

### バラエティー
- ビデオジョッキー（1986年、TBSテレビ）VJ担当

### 写真集
- 中里あき子写真集（1988年10月、近代映画社、撮影：菱沼勝彦） ISBN 4764815389